# Philonotis angustifolia
Philonotis angustifolia är en bladmossart som beskrevs av Kaalaas 1912. Philonotis angustifolia ingår i släktet källmossor, och familjen Bartramiaceae. Inga underarter finns listade i Catalogue of Life.